# Strana komunistické obnovy

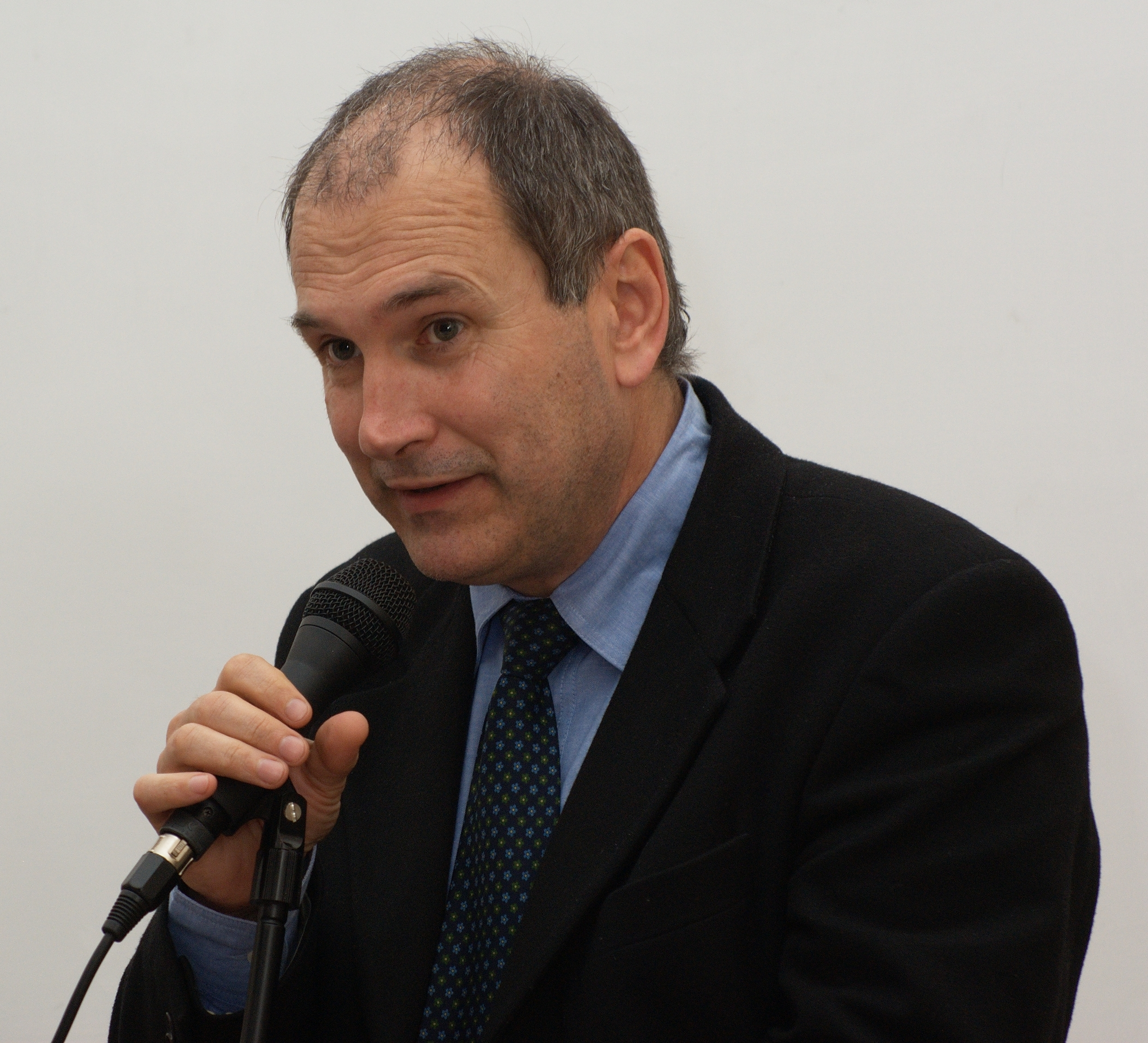
Paolo Ferrero

Strana komunistické obnovy (Partito della Rifondazione Comunista, PRC) je italská eurokomunistická strana. Vznikla v roce 1991 z části bývalé Italské komunistické strany (Partito Comunista Italiano, PCI), která odmítla její přerod na stranu sociálně demokratického typu (Democratici di Sinistra, Demokraté levice). Do nově vzniklé strany se zapojila také zaniklá Proletářská demokracie (Democrazia Proletaria).
PRC je součástí Strany evropské levice, v Evropském parlamentu je sdružena ve frakci Evropská sjednocená levice a Severská zelená levice. Členové a sympatizanti strany mladší 30 let jsou seskupeni v organizaci Mladí komunisté (Giovani Comunisti). PRC vydává deník Liberazione.
Strana má v současnosti tři zástupce v Poslanecké sněmovně, původně zvolené za jiné strany.

## Historie
První národní kongres proběhl 12.–14. prosince 1991. Prvním předsedou strany byl zvolen Sergio Garavini, kterého na druhém kongresu (21.–24. ledna 1994) nahradil dlouholetý odborářský funkcionář Fausto Bertinotti, který tuto funkci vykonával až do roku 2006. V prvních volbách v roce 1992 získali komunisté 2 204 641 hlasů (tj. 5,62 %) a 35 mandátů v poslanecké sněmovně (6,51 % hlasů a 20 mandátů ve volbách do senátu).
Ve volbách v roce 1994 se spojila PRC s dalšími levicovými stranami do Aliance pokrokářů (Alleanza dei Progressisti), která získala 33 % a 49 mandátů (z toho komunisté 11).
Ve volbách v roce 1996 PRC obdržela 3 213 748 hlasů (tj. 8,6 %) a 35 mandátů. Poté podporovala vládu Romana Prodiho, ale v roce 1998 přešla do opozice a vláda ztratila většinu. V roce 1998 se ze strany vyčlenila Strana italských komunistů (Partito dei Comunisti Italiani, PdCI). V prosinci téhož roku proběhl třetí kongres strany.
18.-21. března 1991 proběhl čtvrtý kongres strany, který se mimo jiné zabýval alternativní vizí italské společnosti.
Ve volbách v roce 2001 kandidovala samostatně, ačkoliv většina levicových stran (včetně PdCI) se sdružila do koalice Olivovník. PRC obdržela 1 868 659 hlasů (tj. 5,0 %) a 11 sněmovních křesel (5,1 % hlasů a 4 mandáty ve volbách do senátu). V dubnu 2002 proběhl pátý a v březnu 2005 šestý celonárodní kongres.
Pro volby v roce 2006 se stala součástí středolevicové široké koalice Unie (L'Unione). Komunistická obnova získala 2 229 604 hlasů (tj. 5,83 %) ve volbách do sněmovny (41 mandátů) a 2 518 624 hlasů (tj. 7,24 %) ve volbách do senátu (27 mandátů). Strana následně participovala na druhé Prodiho vládě, Paolo Ferrero se stal ministrem sociální solidarity.
Pro parlamentní volby 2008 se spojila s environmentalistickou stranou Federace zelených (Federazione dei Verdi), socialistickou stranou Demokratická levice (Sinistra Democratica) a PdCI do koalice Levice - duha (La Sinistra – L'Arcobaleno). Ta získala 1 124 418 hlasů, tj. pouze 3,08 % (více než dvojnásobný propad hlasů pro radikální levici celkem), a italská radikální levice ztratila parlamentní zastoupení poprvé od konce druhé světové války.

## Volební výsledky

### Poslanecká sněmovna
| Volby | Hlasy       | Hlasy       | Mandáty | Mandáty | Pozice | Postavení |
| Volby | Abs.        | %           | Abs.    | ±       | Pozice | Postavení |
| ----- | ----------- | ----------- | ------- | ------- | ------ | --------- |
| 1992  | 2 202 574   | 5,6         | 35/630  | ▲35     | ▲5.    | Opozice   |
| 1994  | 2 334 029   | 6,0         | 39/630  | ▲4      | ▼6.    | Opozice   |
| 1996  | 3 215 960   | 8,5         | 35/630  | ▼4      | ▲5.    | Opozice   |
| 2001  | 1 868 659   | 5,0         | 11/630  | ▼24     | ▬5.    | Opozice   |
| 2006  | 2 229 604   | 5,8         | 41/630  | ▲30     | ▬5.    | Podpora   |
| 2008  | Součást SA  | Součást SA  | 0/630   | ▼41     |        | –         |
| 2013  | Součást RC  | Součást RC  | 0/630   | ▬0      |        | –         |
| 2018  | Součást PaP | Součást PaP | 0/630   | ▬0      |        | –         |

### Senát republiky
| Volby | Hlasy       | Hlasy       | Mandáty | Mandáty | Pozice |
| Volby | Abs.        | %           | Abs.    | ±       | Pozice |
| ----- | ----------- | ----------- | ------- | ------- | ------ |
| 1992  | 2 163 317   | 6,5         | 20/315  | ▲20     | ▲5.    |
| 1994  | Součást AdP | Součást AdP | 18/315  | ▼2      |        |
| 1996  | 934 974     | 2,9         | 11/315  | ▼7      | ▲4.    |
| 2001  | 1 708 707   | 5,0         | 5/315   | ▼6      | ▲3.    |
| 2006  | 2 518 624   | 7,4         | 27/315  | ▲22     | ▼5.    |
| 2008  | Součást SA  | Součást SA  | 0/315   | ▼27     |        |
| 2013  | Součást RC  | Součást RC  | 0/315   | ▬0      |        |
| 2018  | Součást PaP | Součást PaP | 0/315   | ▬0      |        |

### Evropský parlament
| Volby | Hlasy       | Hlasy       | Mandáty | Mandáty | Pozice |
| Volby | Abs.        | %           | Abs.    | ±       | Pozice |
| ----- | ----------- | ----------- | ------- | ------- | ------ |
| 1994  | 1 991 997   | 6,1         | 5/87    | ▲5      | ▲6.    |
| 1999  | 1 330 341   | 4,3         | 4/87    | ▼1      | ▲4.    |
| 2004  | 1 971 700   | 6,0         | 5/78    | ▲1      | ▼7.    |
| 2009  | 1 038 247   | 3,4         | 0/72    | ▼5      | ▲6.    |
| 2014  | Součást AET | Součást AET | 1/73    | ▲1      |        |
| 2019  | Součást LS  | Součást LS  | 0/73    | ▼1      |        |

## Ideologická orientace strany
PRC zastává pozice blízké eurokomunismu, distancuje se od stalinistické podoby socialismu. Aktivně se účastní protiglobalizačního hnutí, zastává pacifistické postoje.
V rámci strany existovalo i trockistické křídlo, které ale částečně v roce 2006 stranu opustilo a založilo Komunistickou dělnickou stranu (Partito Comunista dei Lavoratori), v roce 2007 pak vznikla ještě Kritická levice (Sinistra Critica).